# Yvette Christiansë
Yvette Christiansë, née le 12 décembre 1954, est une poète et romancière d'origine sud-africaine.

## Biographie
Yvette Christiansë naît en Afrique du Sud sous l'apartheid et dès son plus jeune âge, malgré un accès limité à l'éducation, s'intéresse aux langues et à l'écriture.  
À 18 ans, elle émigre avec sa mère et sa sœur à Mbabane, au Swaziland, où elle demeure jusqu'en 1973.  Après son installation au Swaziland, elle et sa famille déménage en Australie afin de se distancer davantage du gouvernement sud-africain.  En Australie, Christiansë étudie à l'Université de Sydney. Elle obtient un doctorat en anglais de cette université.
Yvette Christiansë  est professeure d'études africaines et de littérature anglaise au Barnard College.

## Œuvres et distinctions
Les œuvres publiées de Christiansë portent en général sur l'Afrique du Sud et contiennent des thèmes postcoloniaux tels que l'esclavage et le déplacement.
Yvette Christiansë est l'auteure d'un roman intitulé Unconfessed, et des recueils de poésie notamment Castaway  et Imprendehora. En 2010, Imprendehora est finaliste du prix Via Afrika Herman Charles Bosman, et Castaway est finaliste du prix international de poésie PEN 2001. Son roman Unconfessed, est finaliste du prix Hemingway Foundation/PEN pour la première fiction et reçoit en 2007, un prix BEA du magazine ForeWord .
Yvette est nominée ou distinguée pour ces prix: 
- 2008:  présélectionné pour le prix de l'Université de Johannesburg et le prix littéraire international de Dublin[5].
- 2010: nominé pour le prix Ama Ata Aidoo[6].
- Prix commémoratif Harri Jones de poésie (Australie)[6].